# Azzano Mella
Azzano Mella – miejscowość i gmina we Włoszech, w regionie Lombardia, w prowincji Brescia.
Według danych na rok 2004 gminę zamieszkiwały 1794 osoby, 179,4 os./km².